# Francis Buchholz
Francis Buchholz (* 19. února 1954 Hannover, Západní Německo) je německý basák, který se nejvíce proslavil jako člen skupiny Scorpions.
Své první vystoupení jako basák měl na střední škole; během studia na vysoké škole se připojil ke skupině Dawn Road, kde hrál i Uli Jon Roth. Poté, co od Scorpions odešel Michael Schenker, došlo ke sloučení kapel Dawn Road a Scorpions a tak se Francis Bucholz poprvé objevil na albu Fly to the Rainbow (1974). Se Scorpions hrál 18 let a objevil se na 12 albech, než je v roce 1992 opustil. Posledním albem bylo Crazy World.
Buchholz se znovu k Uli Rothovi připojil kvůli tour po Evropě a USA v roce 2005 a 2006.